# قتل‌عام ترلئو
قتل عام ترلئو (انگلیسی: Trelew massacre) حکایت قتل جمعی ۱۶ زندانی سیاسی، از سازمانهای مختلف چریکی پرونیست و چپ در زندان راوسون توسط حکومت محافظه کار نظامی آرژانتین می‌باشد.

## صحنه‌سازی
زندانیان پس از تلاش برای فرار دستگیر شدند و سپس توسط تفنگداران نیروی دریایی به فرماندهی سرگرد لوئیس امیلیو سوزا در یک صحنه سازی که می‌گوید در تلاش برای فرار مجدد از زندان بوده‌اند به گلوله بسته شدند. تفنگداران نیروی دریائی زندانیان را مجبور ساختند تا به‌طور ساختگی اقدام به فرار کنند، سپس آنها را به انتقام فرار موفقیت‌آمیز برخی از رفقایشان در اولین دور فرار، به گلوله بستند.
این قتل عام در صبح روز ۲۲ ماه اوت سال ۱۹۷۲ در فرودگاه المیرانت مارکوس برندزینو زار، که پایگاه هوایی نیروی دریایی آرژانتین در نزدیکی شهر ترلئو در استان چوبوت در پاتاگونیا بود صورت گرفت.